# 두엄

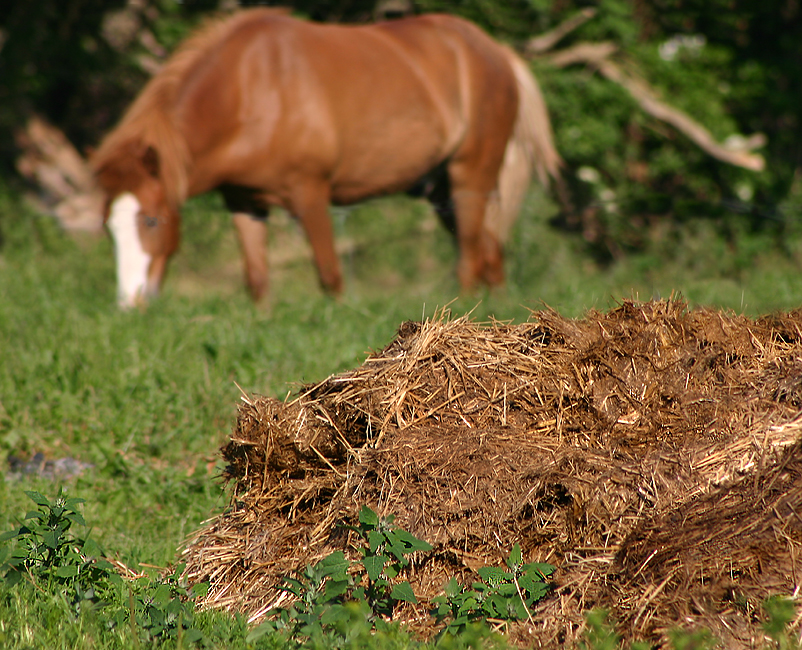
축사에 까는 짚 등의 재료를 퇴적, 발표시켜 만든 쇠두엄.

두엄 또는 구비(廐肥)는 가축의 배설물에서 비롯된 유기물로서, 농업에서 유기 비료로 사용된다. 두엄은 토양에 박테리아를 가두는 질소와 같은 유기물, 영양분을 보충하여 토양을 비옥하게 한다. 이때 고등 유기체는 토양 먹이사슬을 구성하는 생명 사슬에서 곰팡이와 박테리아를 먹는다.

## 역사
카시아누스 바서스(Cassianus Bassus)의 비잔틴 전통에 따르면 돼지 두엄은 아몬드 나무를 제외하고는 일반적으로 비료로 사용할 수 없다. 콜루멜라(Columella)가 기록한 비슷한 견해는 이후 세기의 이슬람 금기와 관련이 없지만 중세 안달루시아 작가 이븐 바살(Ibn Bassal)과 예멘의 일부 후기 작가도 돼지 두엄이 식물을 "태우는" 부정적인 영향을 기록했다. 이븐 바살은 짚이나 쓸개를 섞은 일종의 거름을 무다프(mudaf)로 묘사했는데, 이는 그것이 거름만으로 구성되지 않았음을 암시한다.

## 종류
토양 관리에 사용되는 구비로는 다음의 세 가지로 나뉜다.
- 가축 분뇨
- 퇴비
- 녹비 (풋거름)

## 같이 보기
- 비료
- 혐기성 소화